# Ванникова Ірина Валеріївна
Ірина Валеріївна Ва́нникова (нар. 28 серпня 1976, Куйбишев, СРСР) — український журналіст та громадський діяч. Прессекретар Президента України (2006—2010) за каденції Віктора Ющенка. Заслужений журналіст України (2007).

## Біографія
Ванникова Ірина Валеріївна народилася 28 серпня 1976 року в російському місті Куйбишев (нині Самара). Коли їй було два місяці, батьки-вчителі повернулися в Україну. Виросла в селищі Калинівка Васильківського району Київської області. Там же у 1994-му закінчила середню школу із золотою медаллю.
Має три вищих освіти:
- 2001 — закінчила Національний університет «Києво-Могилянська академія» (філософський факультет),
- 2002 — закінчила Київський державний університет театрального мистецтва ім. Карпенка-Карого (факультет кінознавства),
- 2010 — закінчила Дипломатичну Академію при МЗС України.

## Кар'єра
1996—2006 рр. — журналіст та ведуча перших незалежних телевізійних новин «Вікна», ведуча новин на телеканалах СТБ та «1+1».
2005—2014 рр. — член політичної партії «Наша Україна», голова політради партії «Наша Україна».
2006—2010 рр. — прессекретар Президента України Віктора Ющенка, державний службовець першого рангу.
З 2010 року — радник Президента України. Директор Громадської організації (ГО) «Інститут Президента Ющенка», в якій провадила активну громадську та міжнародну діяльність.
З 16 січня 2017 — ведуча ранкового шоу на каналі NewsOne.
З 2018 року — керівник соціальних програм агрохолдингу МХП.
Засновниця ГО «Розвиток об'єднаних територіальних громад».
Ведуча денного інфотейнмент-шоу Твій День, що транслюється з 24 травня 2021 року на телеканалі «1+1».
З 2022 року — Директор Департаменту з комунікацій АТ "Укроборонпром". 

## Відзнаки
- Лауреат премії «Телетріумф» в номінації «Кращий ведучий інформаційної програми» (2006).[6]
- Заслужений журналіст України (2007)[7].
- Нагороджена Орденом княгині Ольги ІІІ ступеня (2009)[8].
- Отримала відзнаку «Козацька звитяга» (2019).

## Родина
Виховує двох доньок. Проживає в місті Києві.